# Ceratina vechti
Ceratina vechti är en biart som först beskrevs av Baker 1997.  Ceratina vechti ingår i släktet märgbin, och familjen långtungebin. Inga underarter finns listade i Catalogue of Life.